# Golesze Duże
Golesze Duże (Golesze do 2008 r.) – wieś w Polsce położona w województwie łódzkim, w powiecie piotrkowskim, w gminie Wolbórz.
| SIMC    | Nazwa  | Rodzaj    |
| ------- | ------ | --------- |
| 0556217 | Wolica | część wsi |

Do 1954 roku istniała gmina Golesze. W latach 1975–1998 miejscowość administracyjnie należała do województwa piotrkowskiego.
 przez wieś biegnie Łódzka magistrala rowerowa (ukł, W-E)